# The Last Guy
The Last Guy es un juego de la PlayStation 3 lanzado para la PlayStation Network. Ha sido definido como una versión del comecocos del siglo 21. En él controlamos a una persona que tras un apocalipsis zombi debe rescatar tantos supervivientes como sea posible en varias ciudades del mundo.

## Jugabilidad
En este juego los niveles los forman varias ciudades del mundo de diversos países (Estados Unidos, Japón o Australia entre otros) reales diseñadas sobre la base de fotos tomadas por Google Earth. El jugador debe atravesar varias partes de la ciudad rescatando a tantos supervivientes como sea posible dentro de un límite de tiempo. Estos se pueden recoger al pasar cerca de ellas por la calle o por los edificios. Las personas recogidas formaran una cola detrás del jugador. El jugador tiene que llegar a la zona segura de cada nivel para contar como rescatadas.
En cada nivel se encuentran zombis, los cuales son varios tipos de enemigos que si tocan a la cola formada por los supervivientes estos desaparecerán por el mapa; y que si tocan al jugador éste morirá y tendrá que reiniciar el nivel.
Cuando acabe el tiempo, se cuentan el número de personas salvadas y se le da al jugador una puntuación.
Además, en cada nivel se esconden cuatro personas VIP que si llegan a la zona de rescate aumentará la puntuación del nivel. El jugador puede conseguir una puntuación que se ve reflejada en una, dos o tres estrellas.
En mayo de 2009, el juego recibió una actualización para añadir trofeos y contenido descargable para comprar en la PlayStation Network, el cual consiste en 3 niveles extras que se deben desbloquear completando ciertas condiciones.